# Historia de Malta
Malta tiene una larga historia y fue habitada por primera vez en torno al 5900 a. C. Los primeros habitantes eran agricultores, y sus métodos agrícolas degradaron el suelo hasta que las islas se volvieron inhabitables. Las islas fueron repobladas hacia el 3850 a. C. por una civilización que en su apogeo construyó los templos megalíticos, que hoy se cuentan entre los edificios más antiguos que se conservan en el mundo. Su civilización se derrumbó en torno al 2350 a. C., pero las islas fueron repobladas por guerreros de la Edad del Bronce poco después.
La prehistoria de Malta se remonta al año 700 a. C., cuando las islas fueron colonizadas por los fenicios. Éstos gobernaron las islas hasta que cayó en 218 a. C. en manos de la República Romana. La isla fue adquirida por los romanos de Oriente o bizantinos en el siglo VI d. C., que fueron expulsados por los aglabíes tras el asedio en 870 d. C.. Es posible que Malta estuviera escasamente poblada durante unos siglos, hasta que fue repoblada por árabes en el siglo XI. Las islas fueron invadidas por el Condado normando de Sicilia en 1091, a lo que siguió una gradual cristianización de las islas. En ese momento, las islas pasaron a formar parte del Reino de Sicilia y fueron dominadas por sucesivos gobernantes feudales, entre ellos los suevos, los aragoneses y, finalmente, los españoles. En 1530, las islas fueron entregadas a los Orden de San Juan, que las gobernaron como estado vasallo de Sicilia. En 1565, el Imperio Otomano intentó tomar las islas en el Gran Asedio de Malta, pero la invasión fue rechazada. La Orden continuó gobernando Malta durante más de dos siglos, y este periodo se caracterizó por un florecimiento de las artes y la arquitectura y una mejora general de la sociedad. La Orden fue expulsada después de que la Primera República Francesa invadiera las islas en 1798, lo que marcó el inicio de la ocupación francesa de Malta.
Tras unos meses de dominio francés, luego del Sitio de Malta (1798-1800) los franceses fueron expulsados en 1800. Malta se convirtió en protectorado británico, pasando a ser colonia de facto en 1813. Las islas se convirtieron en una importante base naval para los británicos, sirviendo como cuartel general de la Flota del Mediterráneo. Durante el último cuarto del siglo XIX se produjeron avances tecnológicos y financieros. En los años siguientes, se creó el Anglo-Egyptian Bank en 1882 y el ferrocarril de Malta comenzó a funcionar en 1883.  En 1921, Londres concedió el autogobierno a Malta. Esto dio lugar al establecimiento de un parlamento bicameral compuesto por un Senado (que fue eliminado posteriormente en 1949) y una Asamblea Legislativa elegida. La Colonia de la Corona de Malta fue autónoma en 1921-1933, 1947-1958 y 1962-1964.
Durante la Segunda Guerra Mundial Las fuerzas británicas en Malta fueron fuertemente atacadas por la aviación italiana y alemana, pero los británicos se mantuvieron firmes. En 1942 a la isla se le concedió la Cruz de Jorge, que hoy aparece en la bandera y el escudo de Malta.
En 1964 Malta se convirtió en un reino independiente de la Commonwealth británica, conocido como Estado de Malta, y en 1974 pasó a ser una república. Desde 2004, el país es Estado miembro de la Unión Europea.

## Prehistoria de Malta

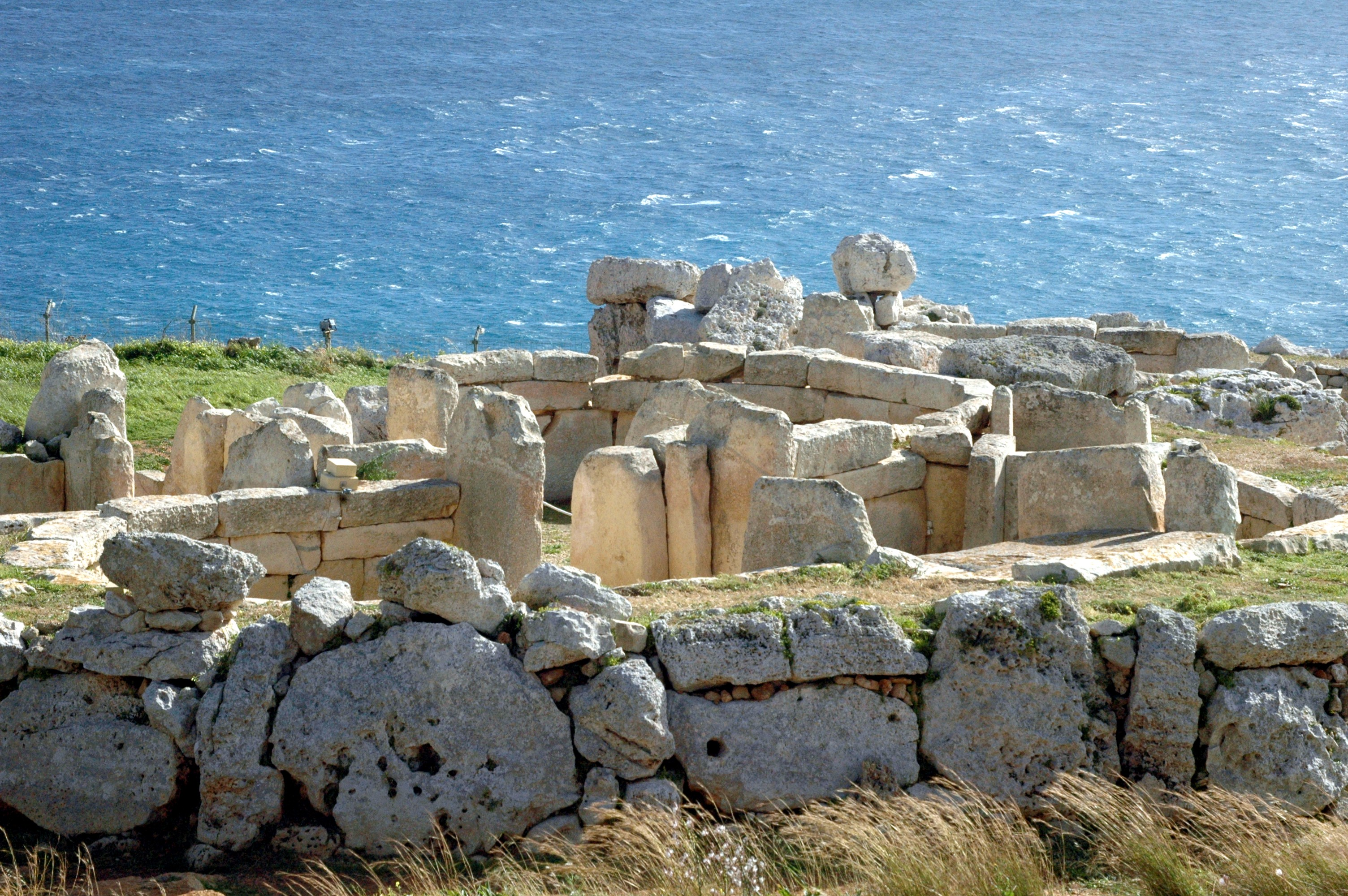
Templo en Malta.

La llegada del hombre al Mediterráneo central fue relativamente tardía en comparación con otras zonas del entorno. Parece que Malta no fue ocupada hasta el Neolítico (5200 a. C.). La ocupación provino de los desplazamientos de la vecina Sicilia. Durante este periodo se importaba lava y piedras desde la costa siciliana y se exportaban textiles manufacturados. Los más antiguos signos de enterramiento fueron encontrados en Skorba. Durante la que sería la Edad del Cobre en Sicilia, en Malta floreció la Edad o Era de los Templos, (4000 a. C. - 2500 a. C.) en honor a las grandes construcciones megalíticas que se llevaron a término. Esta civilización autóctona conoció por sus intercambios con Sicilia los metales pero no los usó, llevando a cabo un gran desarrollo en la técnica de elaboración de útiles con la piedra. En la Edad del Bronce las aldeas por vez primera comenzaron a ser protegidas con singulares empalizadas. La llegada del cobre y el bronce permitieron una expansión de los cultivos y un aumento de la población. De 1500 a. C. a 725 a. C. la población abandona las pequeñas aldeas para instalarse sobre las colinas fortificándolas. Los contactos con el exterior aumentan con griegos, micénicos y otros pueblos del este.

## Historia megalítica y antigua

### Fenicios, griegos, cartagineses y romanos
La llegada de los fenicios ocurrió en torno al año 1000 a. C., que bautizaron la isla principal Malat, que significa refugio seguro, que fue su base para el comercio y para las exploraciones a través del Mar Mediterráneo. En el 736 a. C., los griegos ocupan la isla convirtiéndola en la colonia de Melita, si bien su presencia es poco significativa hasta el periodo helenístico.
Los fenicios habían establecido colonias también en la misma época en Chipre, este de Sicilia y norte de África. La razón de la ocupación no es solo comercial, es también estratégica con respecto a la potencia griega y etrusca.
Las islas pasaron después al control de Cartago (en 400 a. C.) tras declararse las hostilidades con los Griegos. Malta ha asumido su papel de frontera entre otras dos grandes potencias cuando Alejandro Magno hace su aparición. En el 264 a. C. Roma se interesa por las islas y la conquista alrededor del 218 a. C. durante la segunda guerra púnica. Las islas prosperaron bajo el dominio romano y durante ese tiempo fueron consideradas un municipium y un feodorata civitas. Muchos restos de la presencia romana aún existen, atestiguando la cercana relación entre los malteses y los romanos. Malta se convierte en un refugio seguro para la flota Romana en invierno que le permite actuar en el centro del Mediterráneo en todo tiempo. En el 60 d. C., las islas fueron visitadas por San Pablo, que se dice en los Hechos de los Apóstoles que naufragó en las costas en lo que hoy se denomina la Bahía de San Pablo.

### Bizantinos y árabes
Después de una breve dominio de los bizantinos en el 533 según relatan las crónicas y un uso para la flota en distintos puertos de Gozo y Malta, además de un probable saqueo de los vándalos, las islas fueron conquistadas por los aglabíes en el 878, inusitadamente más tarde que otras zonas de la costa mediterránea como la Hispania visigoda y ello debido probablemente a su aislamiento y a la dificultad de llegar por mar desde África. La influencia árabe puede ser encontrada en la moderna lengua maltesa, una lengua fuertemente romanizada que originalmente deriva del árabe vernacular. Durante este tiempo sus habitantes se convirtieron al islam para evitar ser esclavizados.
En 1090, los árabes fueron finalmente sustituidos por los normandos de Sicilia al mando de Roger I, después de que Malta volviera a ser cristiana, aunque fue necesaria una segunda expedición en 1127 para el total control del archipiélago con Roger II. Fue en esta época que fue creada la nobleza maltesa. Ésta todavía permanece hoy en día, y hay 32 títulos que todavía se usan, siendo el más antiguo de los Barones de Djar il Bniet y Buqana.

## DelsigloXIIalXVI

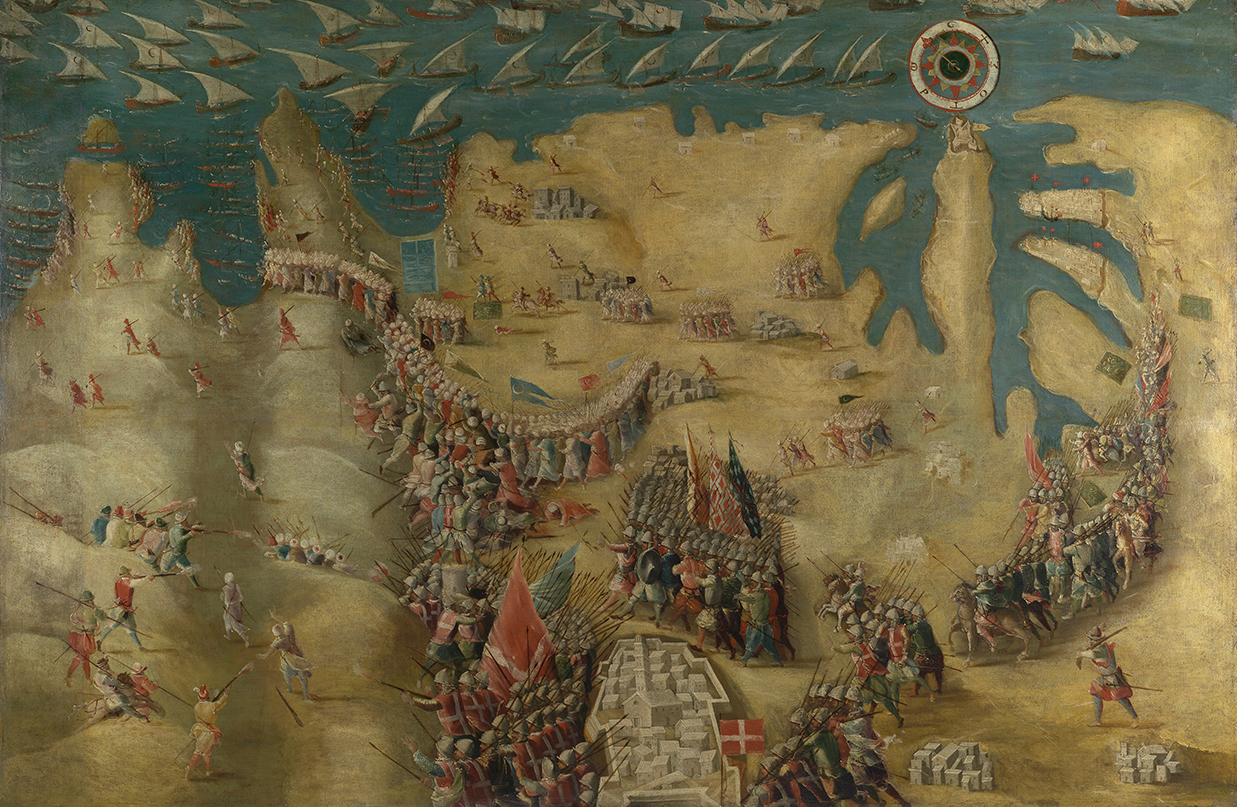
Sitio de Malta de 1565.

Tras la expulsión de los musulmanes en 1248 la lengua árabe y la siciliana convivieron y Malta dependió de diversos señores. A partir de 1373 Malta dispone de una asamblea (Università) propia que dicta sus normas y guardaba, al menos aparentemente, su independencia con respecto a los señores, si bien estaba compuesta por letrados, clérigos y terratenientes. Regulaban el comercio e impartían justicia, así como formaron un grupo de soldados encargados de la defensa de las ciudades. En realidad el modelo no distaba mucho del feudalismo europeo.
Malta mantenía su posición estratégica con respecto a normandos, sicilianos y árabes. Las relaciones comerciales eran fluidas. Estaba en la ruta que partía de Castilla y Aragón hacia el este del Mediterráneo, y entre Génova y el Norte de África (en concreto los puertos de Túnez y Argelia). Durante este tiempo la producción de algodón fue importante, convirtiéndose en una de las principales exportaciones.
El cristianismo fue reintroducido en las islas en 1127 con Roger II. Se extendió rápidamente, aunque no contó con Obispo propio hasta 1366, estableciéndose las primeras órdenes religiosas como los franciscanos en 1372 y los benedictinos. A este establecimiento ayudó la historia de la presencia de San Pablo en la Antigüedad.
A partir de 1282 Malta pasa a formar parte de la Corona de Aragón. Al inicio del periodo el predominio de comerciantes extranjeros en la economía de Italia y de Sicilia meridional era muy pronunciado. Los aragoneses fueron formando también un grupo importante de comercio mientras que los banqueros genoveses facilitaban cuantos créditos pudiera precisar la Corona aragonesa. Tras la unificación del Reino de Castilla y Aragón y la expansión mediterránea de los mismos entre 1500 y 1510, que supuso la conquista de Trípoli, Sfax, Melilla y Orán, la importancia de Malta en la Corona de Nápoles fue mucho menor.

### Régimen de los Hospitalarios (1530-1798)

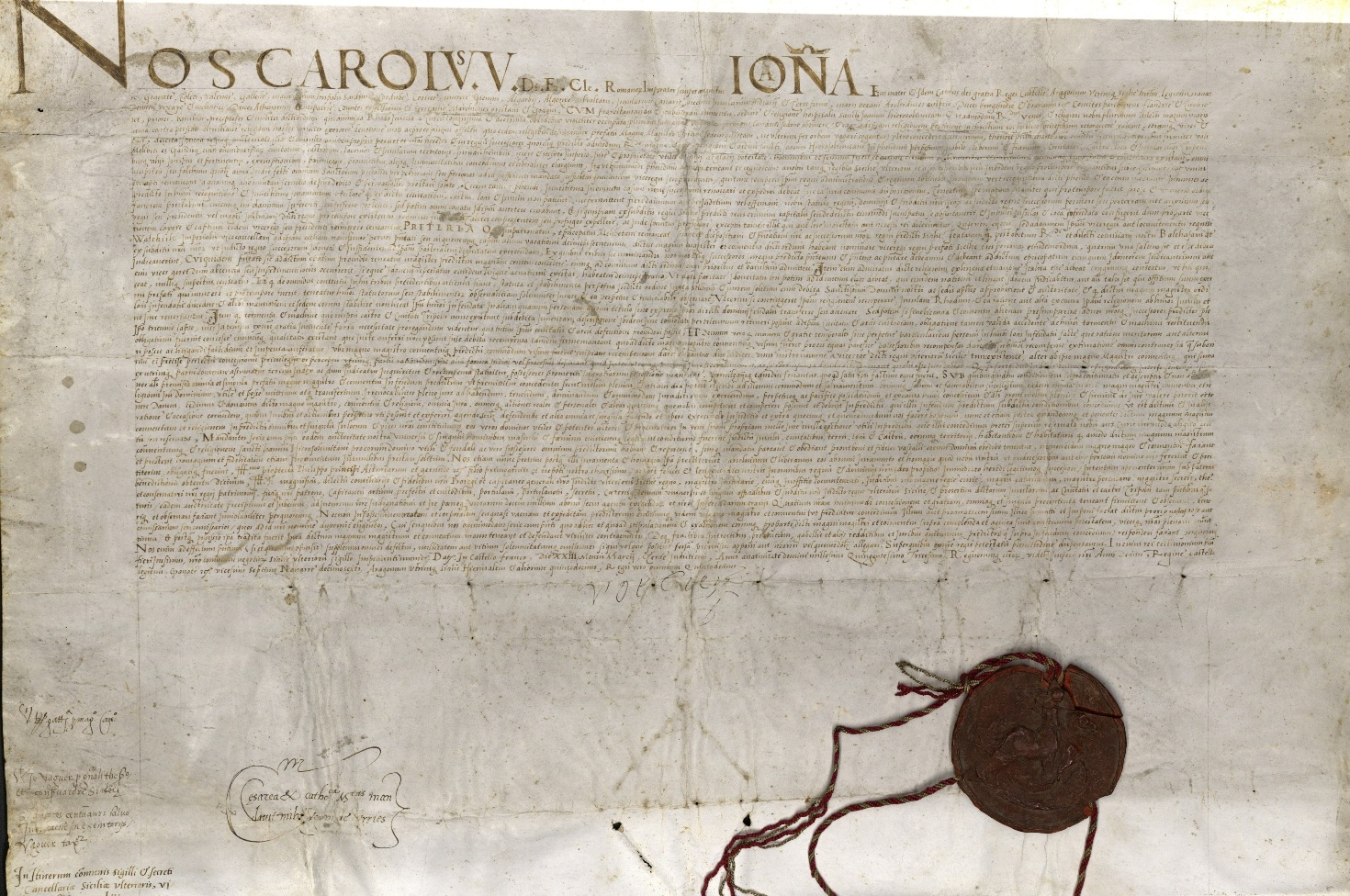
Acta de Donación de las islas de Malta, Gozo y Trípoli a la Orden de San Juan por el Emperador Carlos V in 1530.

Malta fue gobernada por los Orden de San Juan como estado vasallo del Reino de Sicilia desde 1530 hasta 1798.

#### Primeros años

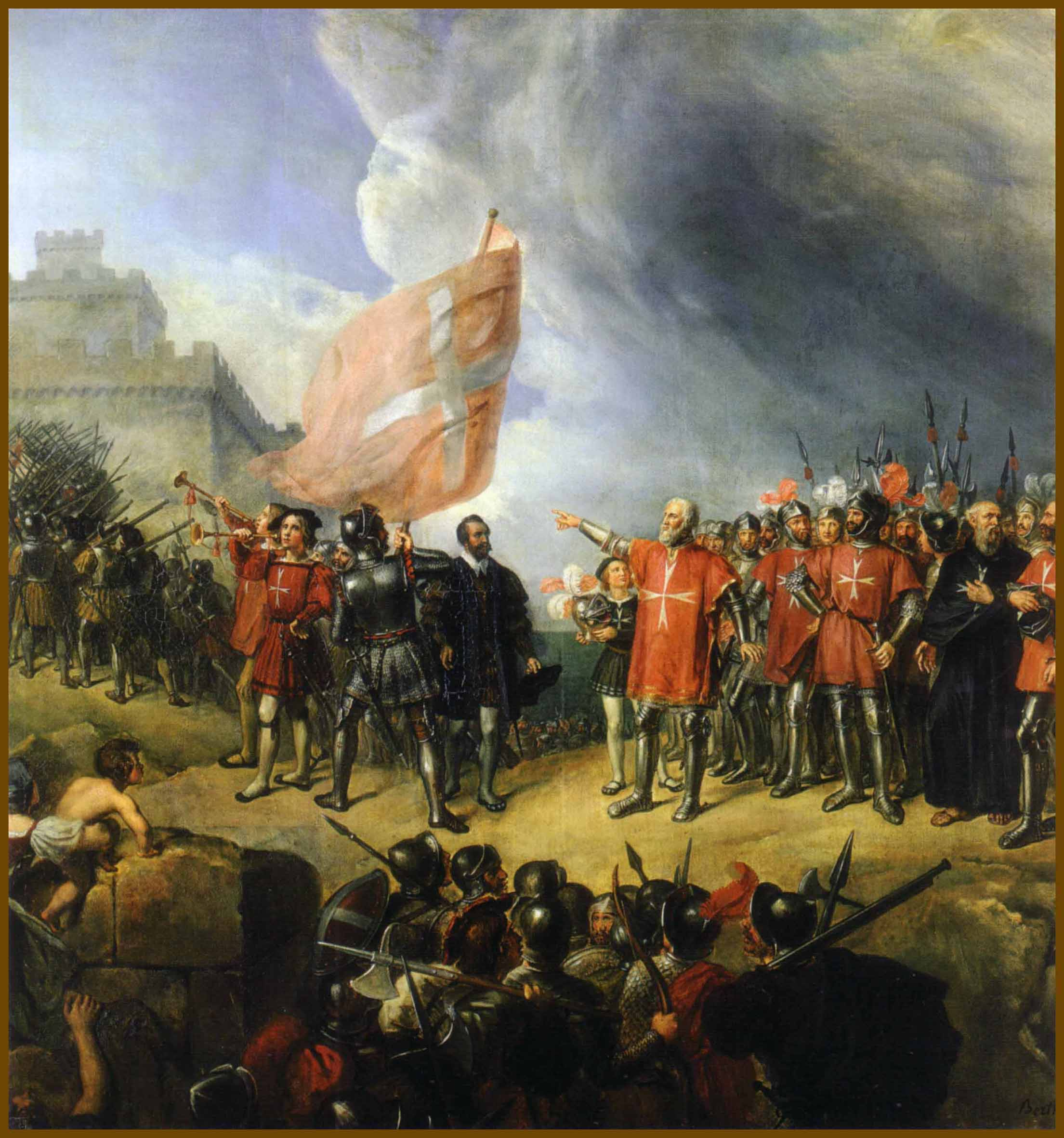
Philippe Villiers de L'Isle-Adam toma posesión de la isla de Malta, 26 octubre de 1530 por René Théodore Berthon.

A principios del siglo XVI, el Imperio Otomano comienza a extenderse por la región, llegando hasta el sureste de Europa. El rey español Carlos V temía que si Roma caía en manos de los turcos, sería el fin de la Europa cristiana. En 1522, Solimán I expulsó a los Caballeros Hospitalarios de San Juan de Rodas. Se dispersaron hacia sus comandancias en Europa. En 1530, Carlos V, emperador del Sacro Imperio Romano Germánico, entregó la isla a la Orden de los Caballeros del Hospital de San Juan de Jerusalén a perpetuidad, a cambio del pago simbólico de un halcón cada año.para proteger a Roma de las invasiones del sur. Esta orden monástica militante, fue conocida desde entonces como la Orden de Malta.
Durante los 275 años siguientes, estos famosos "Caballeros de Malta" convirtieron la isla en su dominio e hicieron oficial la lengua italiana. Construyeron ciudades, palacios, iglesias, jardines y fortificaciones, embellecieron la isla con numerosas obras de arte y mejoraron el patrimonio cultural.
La orden de los Caballeros de San Juan se creó originalmente para establecer puestos avanzados a lo largo de la ruta hacia Tierra Santa, con el fin de ayudar a los peregrinos que se dirigían en ambas direcciones. Debido a los numerosos enfrentamientos que se producían, una de sus principales tareas era prestar asistencia médica, y aún hoy la cruz de ocho puntas sigue siendo muy utilizada en ambulancias y organizaciones de primeros auxilios. A cambio de las muchas vidas que salvaron, la Orden recibió muchos territorios recién conquistados que había que defender. Junto con la necesidad de defender a los peregrinos a su cargo, esto dio lugar a la fuerte rama militar de los caballeros. Con el tiempo, la Orden se hizo fuerte y rica. De hospitalarios primero y militares después, estas prioridades se invirtieron. Dado que gran parte del territorio que cubrían se hallaba en torno a la región mediterránea, se convirtieron en notables marinos.
Desde Malta, los caballeros reanudaron sus ataques marítimos a la navegación otomana, y en poco tiempo el Sultán Solimán el Magnífico ordenó un ataque final contra la Orden. Para entonces, los Caballeros habían ocupado la ciudad de Birgu, que contaba con excelentes puertos para albergar su flota. Birgu era uno de los dos lugares urbanos más importantes de la época, siendo el otro lugar más urbano Mdina la antigua capital de Malta. Se mejoraron las defensas alrededor de Birgu y se construyeron nuevas fortificaciones en la otra punta, donde ahora se encuentra Senglea. Se construyó un pequeño fuerte en la punta de la península, donde ahora se levanta la ciudad de La Valeta, que recibió el nombre de Fuerte de San Elmo.

#### Gran Asedio

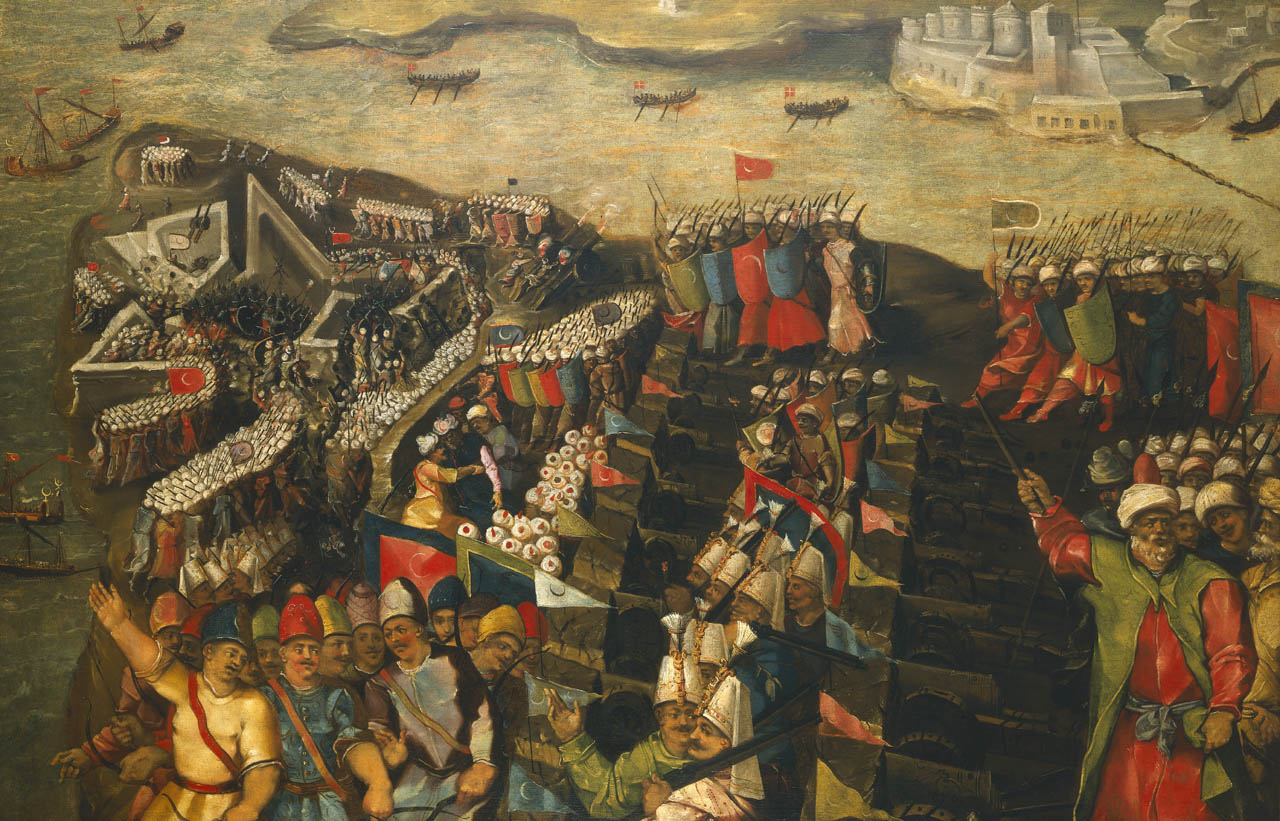
Captura de St. Elmo, 1565.

El 18 de mayo de 1565, Solimán el Magnífico sitió Malta. Cuando llegó la flota otomana, los Caballeros no habían logrado reforzar del todo las defensas. Primero, los otomanos pusieron sitio al recién construido fuerte de San Telmo. Después de un mes de combate sin descanso, el fuerte estaba prácticamente destruido y ya un último asalto jenízaro el 23 de junio logró vencer a los últimos 50 defensores. Al poco de la toma de San Telmo por parte de los otomanos, llegó un pequeño socorro desde Sicilia con 650 veteranos españoles y 150 italianos, más 50 caballeros de la orden. Tras la resistencia de San Telmo, los otomanos pasaron al ataque sobre Birgu y Senglea pero fueron incapaces de tomarlas. Los turcos cometieron errores garrafales que ahora, a siglos vista se pueden ver con claridad. El primero: no tomar la isla (¡Ni Mdina!) antes de lanzar el asedio sobre Birgu y Senglea; el segundo: perder un mes de asedio en San Telmo; el tercero: no esperar los refuerzos de Argel para iniciar el asedio; y cuarto: las grandes discrepancias y envidias entre la marina y las tropas de tierra. Todo esto jugó en favor de los Caballeros.
Finalmente y tras un prolongado asedio que pasó a la historia como el Gran Asedio, las fuerzas otomanas, ya bastante desmoralizadas tras dos largos meses de infructuoso asedio, tuvieron que salir de la isla ante la llegada del gran socorro españolal frente de 6500 soldados españoles y 1500 italianos. Los turcos con sus hombres desmoralizados y sin apenas suministros, optaron por la retirada tras plantar una breve batalla en las inmediaciones de Mdina contra la fuerza de socorro española. Malta aguantó el Gran Asedio y los otomanos no pudieron ganar el pulso por el control del Mediterráneo central, que era lo que Solimán buscaba y la isla de Malta representaba la piedra angular desde donde desplegar su hegemonía más allá del Mediterráneo oriental.

#### Después del asedio

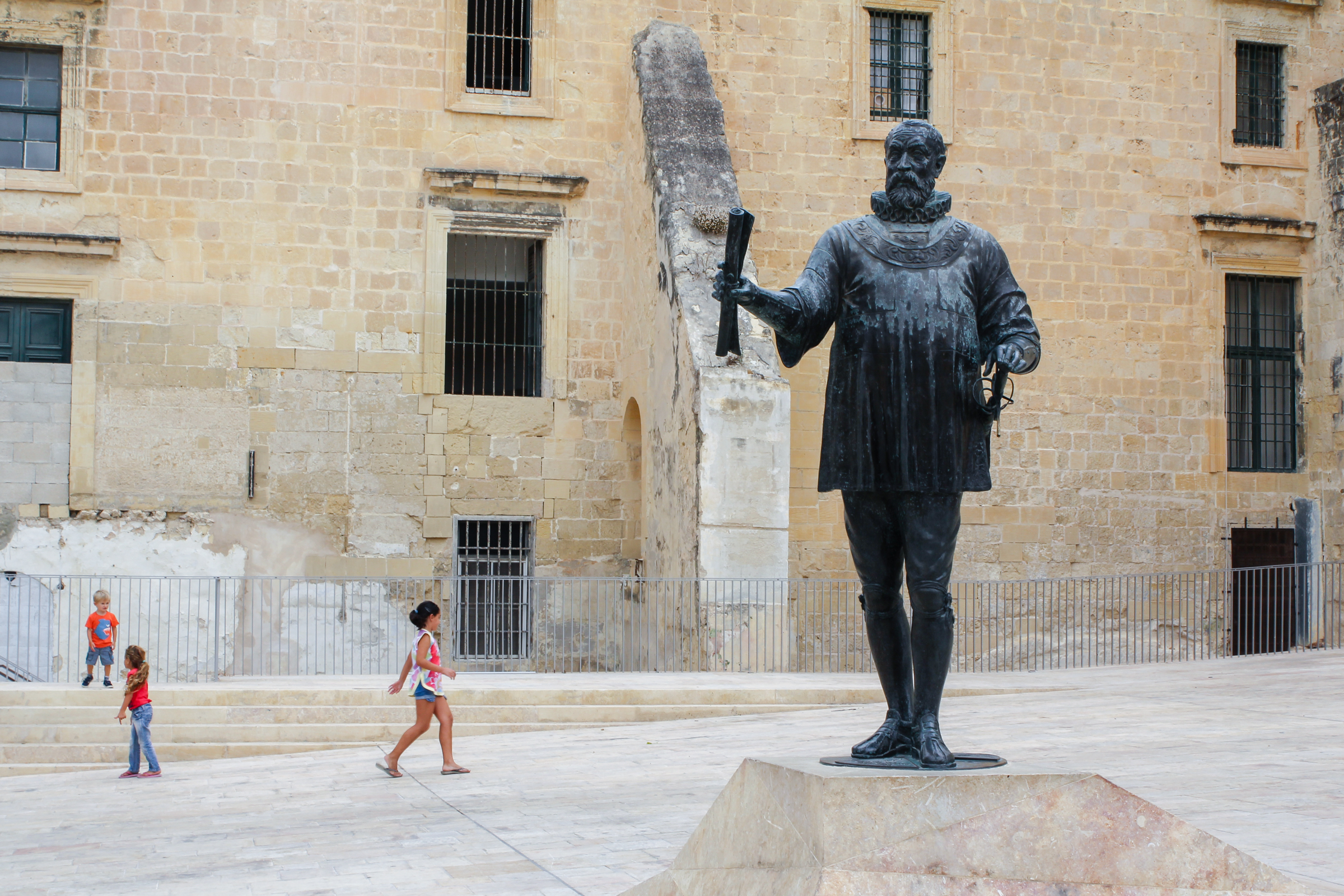
Monumento de Jean Parisot de Valette en Valletta.

Al año siguiente, la Orden comenzó a trabajar en una nueva ciudad con fortificaciones como ninguna otra, en la península de Sciberras que los otomanos habían utilizado como base durante el asedio. Se llamó La Valeta en honor a Jean Parisot de Valette, el Gran Maestre que había guiado a la Orden hasta la victoria. Dado que el Imperio Otomano no volvió a atacar, las fortificaciones nunca fueron puestas a prueba, y hoy en día siguen siendo una de las fortificaciones mejor conservadas de este periodo.
A diferencia de otros gobernantes de la isla, la Orden de San Juan no tenía una "patria" fuera de la isla. La isla se convirtió en su hogar, por lo que invirtieron en ella más que en cualquier otro poder. Además, sus miembros procedían de familias nobles, y la Orden había amasado fortunas considerables gracias a sus servicios a los que se dirigían a Tierra Santa. Los vestigios arquitectónicos y artísticos de este periodo siguen figurando entre lo más granado de la historia de Malta, especialmente en su "joya premiada": la ciudad de La Valeta.
Sin embargo, como su principal razón de ser' había dejado de existir, los días de gloria de la Orden habían terminado. En las tres últimas décadas del siglo XVIII, la Orden experimentó un declive constante. Esto fue el resultado de una serie de factores, entre ellos la bancarrota que supuso el fastuoso gobierno de los últimos Grandes Maestres, que agotó las finanzas de la Orden. Debido a ello, la Orden también se hizo impopular entre los malteses.
De hecho, en 1775 se produjo una revuelta conocida como el Alzamiento de los Sacerdotes. Los rebeldes consiguieron capturar Fort St Elmo y Saint James Cavalier, pero la revuelta fue reprimida y algunos de los líderes fueron ejecutados, mientras que otros fueron encarcelados o exiliados.

## Edad Contemporánea

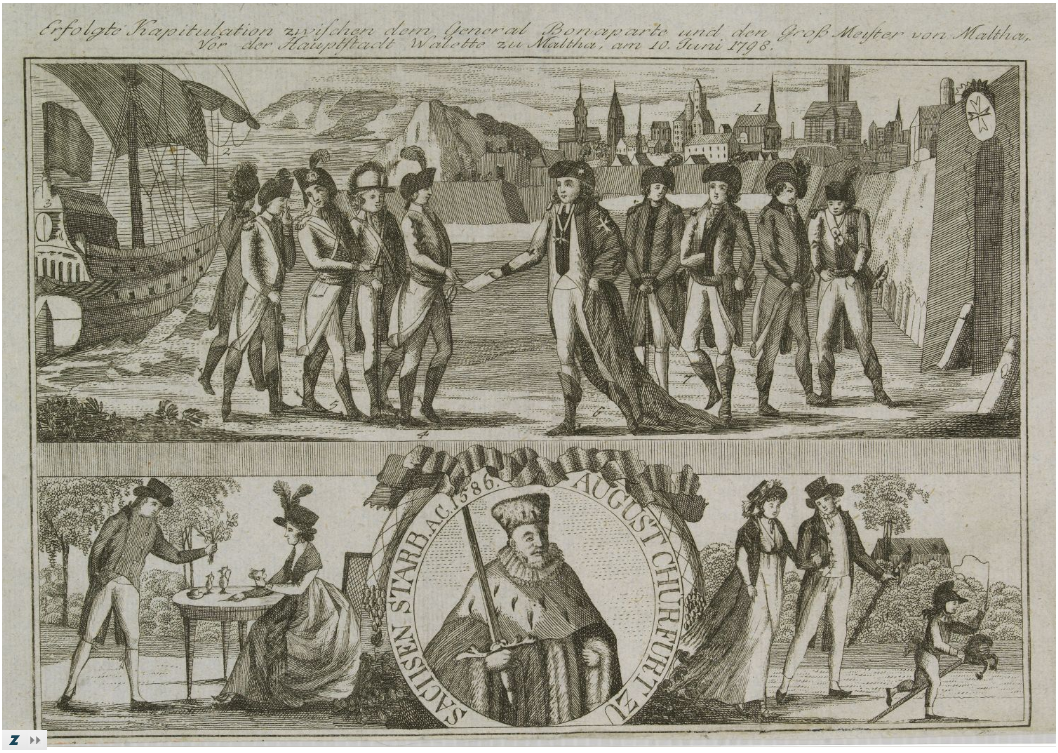
Capitulación de 1798.

Su dominio terminó cuando Napoleón conquistó las islas en 1798. La ocupación francesa fue impopular, sin embargo, debido a su negativa actitud hacia la religión. Los malteses se rebelaron contra ellos, y los franceses fueron forzados a retirarse tras de las fortificaciones. El Reino Unido de Gran Bretaña, junto con el Reino de las Dos Sicilias, envió municiones y ayuda. Los británicos también enviaron su flota, que impuso un bloqueo a las islas. Las aisladas fuerzas francesas, bajo el general Claude-Henri Belgrande de Vaubois se rindieron en 1800, y los británicos tomaron el control de las islas, convirtiéndose en un protectorado y fue presentado por varios líderes malteses a Sir Alexander Ball.
En 1814, como parte del tratado de París, Malta pasó a ser oficialmente parte del Imperio Británico. Debido a su situación estratégica en mitad del Mediterráneo, a medio camino entre el estrecho y la base británica de Gibraltar al oeste y el Canal de Suez y el Egipto británico al este, pasó a ser usada como puerto de escala hacia la India británica y siendo cuartel general de la flota hasta mediados de la década de 1930. Malta desempeñó un papel importante durante la Segunda Guerra Mundial, dado que su posición también se hallaba a medio camino entre la Italia fascista y su campo de batalla en Libia y África del Norte, por lo que fue una espina en las líneas de aprovisonamiento del Eje, siendo bombardeada y duramente sitiada. El coraje de su pueblo llevó a la entrega de la Cruz de San Jorge, que hoy puede ser vista en la bandera del país.

### Independencia
La independencia de Malta fue concedida el 21 de septiembre de 1964. Según la Constitución de 1964, Malta mantiene como soberana la Reina Isabel II, y un gobernador general ejerce la autoridad ejecutiva en su nombre. Pero el 13 de diciembre de 1974, Malta se transformó en una república dentro de la Commonwealth, con un Presidente como jefe de Estado. Aunque Malta era enteramente independiente desde 1964, los servicios británicos permanecieron en el país y mantuvieron un control total sobre los puertos, aeropuertos, correos, radio y televisión hasta el 31 de marzo de 1979, cuando las últimas tropas británicas abandonaron la isla después de que el gobierno británico rehusara pagar la tasa que pretendía el gobierno laborista maltés de Dominic Mintoff para permitir que las fuerzas británicas permanecieran en el país. Malta se encontró en momento libre de bases militares extranjeras por primera vez en la historia. Este acontecimiento es hoy celebrado como el Día de la Libertad. Malta emitió una moneda conmemorativa de 2 euros para celebrar este acontecimiento.
Malta se adhirió a la Unión Europea el 1 de mayo de 2004.